# حمض السايليك
حمض السايليك (أو حسب التسمية النظامية حمض التريترياكونتانويك) هو حمض كربوكسيلي له الصيغة الكيميائية C33H66O2، والتي يمكن كتابتها على الشكل CH3(CH2)31COOH. ويكون على شكل صلب أبيض اللون. ينتمي حمض السايليك إلى الأحماض الدهنية المشبعة.

## الوفرة الطبيعية
يوجد حمض السايليك طبيعياً في ثمار غوجي (توت الذئب الصيني). كما يدخل في تركيب العكبر الناتج من النحل العادي والنحل الطنان.
كما يوجد أيضاً تركيب القشرة الخارجية لأنواع من الحشرات القشرية، ومن هنا أتى أصل الاسم الدارج وذلك من حشرة Psylla alni.

## الخواص
يوجد المركب في الشروط القياسية على هيئة مادة صلبة، ذات لون أبيض، وهي غير منحلة عملياً في الماء، لكنها تذوب في المذيبات العضوية.

## اقرأ أيضاً
- حمض دهني